# ル・ロワ・ソレイユ
『ル・ロワ・ソレイユ』（原題：Le Roi Soleil）は、フランス王国の国王ルイ14世の生涯を描いた、フランス発のロック・ミュージカル。脚本・演出・振付はカメル・オウアリ、プロデューサーはドーヴ・アチアとアルベール・コーエン。
2006年並びに2007年に、NRJミュージック・アワードのフランコフォン・デュオ／グループ・オブ・ザ・イヤーを2年連続受賞した。

## 主な登場人物
- ルイ14世 - 太陽王と称されたフランス国王。
- マリー・マンシーニ - マザラン枢機卿の姪。
- ムッシュー - ルイ14世の弟。
- フランソワーズ・ドビニェ - モンテスパン夫人の子どもの養育係。
- ボーフォール公 - ルイ14世の従兄。
- イザベル - ボーフォール公と志を同じくする娘。
- モンテスパン夫人 - ルイ14世の寵姫。
- マザラン枢機卿 - フランス王国の政治家、枢機卿。
- アンヌ・ドートリッシュ - ルイ14世の母親。

## セットリスト
- Acte I
  1. Prélude versaillais - instrumental
  2. Contre ceux d’en haut - M. Rim feat. V. Petrosillo
  3. Qu’avons-nous fait de vous ? - V. Petrosillo feat. M. Rim
  4. Je serai lui - C. Andria
  5. Être à la hauteur - E. Moire
  6. Ça marche - C. Maé
  7. Où ça mène quand on s’aime - A.-L. Girbal, E. Moire
  8. Encore du temps - V. Petrosillo, A.-L. Girbal
  9. Requien Aeternam - V. Petrosillo, M. Rim, A.-L. Girbal
  10. A qui la faute - C. Maé
  11. Je fais de toi mon essentiel - E. Moire feat. A.-L. Girbal
  12. S’aimer est interdit - A.-L. Girbal, E. Moire
- Acte 2
  1. Repartir - M. Rim, V. Petrosillo, C. Andria
  2. Le ballet des planètes - instrumental
  3. Pour arriver à moi - E. Moire
  4. Un geste de vous - L. Ansaldi, C. Maé feat. E.Moire
  5. Le bal des monstres - instrumental
  6. Entre ciel et terre - M. Rim, V. Petrosillo
  7. Alors d’accord - C. Andria with child
  8. J’en appelle - L. Ansaldi
  9. L’arrestation - instrumental
  10. Personne n’est personne - V. Petrosillo, C. Andria
  11. Et vice Versailles - C. Maé feat. E. Moire
  12. La vie passe - E. Moire, C. Andria
  13. Tant qu’on rêve encore - The entire cast

## 公演記録

### フランス版
フランスでは、2005年9月22日にパリのパレ・デ・スポールにて初演された。初演以来8年間フランスの最高興行記録を打ち立て、ヨーロッパで170万人以上の観客動員を記録。
|                          | 初演（2005年 - ）          |
| ------------------------ | -------------------------- |
| ルイ14世                 | エマニュエル・モアレ       |
| マリー・マンシーニ       | Anne-Laure Girbal          |
| ムッシュー               | クリストフ・マエ           |
| フランソワーズ・ドビニェ | Cathialine Andria          |
| ボーフォール公           | マーワン・リム             |
| イザベル                 | ヴィクトリア・ペトロジッロ |
| モンテスパン夫人         | ライサ・アンサルディ       |
| マザラン枢機卿           | Jack Morgan                |
| アンヌ・ドートリッシュ   | Marie Lenoir               |

### 宝塚歌劇団版
日本では、宝塚歌劇団星組により、『太陽王〜ル・ロワ・ソレイユ〜』の邦題で2014年5月17日から同年6月2日まで東京の東急シアターオーブにて上演された（日本初演）。脚本・演出は木村信司。
|                          | 日本初演（2014年） |
| ------------------------ | ------------------ |
| ルイ14世                 | 柚希礼音           |
| マリー・マンシーニ       | 綺咲愛里           |
| ムッシュー               | 紅ゆずる           |
| フランソワーズ・ドビニェ | 妃海風             |
| ボーフォール             | 真風涼帆           |
| イザベル                 | 夢妃杏瑠           |
| モンテスパン夫人         | 壱城あずさ         |
| マザラン                 | 十輝いりす         |
| アンヌ                   | 万里柚美           |